# Rolled Gold: The Very Best of The Rolling Stones
Rolled Gold: The Very Best of The Rolling Stones is een compilatiealbum van The Rolling Stones, uitgegeven in 1975. Het album bereikte #7 in het Verenigd Koninkrijk.

## Nummers
Alle nummers zijn geschreven door Mick Jagger en Keith Richards tenzij anders is aangegeven.
1. Come On (Chuck Berry)
2. I Wanna Be Your Man (John Lennon/Paul McCartney)
3. Not Fade Away (Norman Petty/Charles Hardin)
4. Carol (Chuck Berry)
5. It's All Over Now (Bobby & Shirley Womack)
6. Little Red Rooster (Willie Dixon)
7. Time Is on My Side (Norman Meade)
8. The Last Time
9. (I Can't Get No) Satisfaction
10. Get Off of My Cloud
11. 19th Nervous Breakdown
12. As Tears Go By (Mick Jagger/Keith Richards/Andrew Oldham)
13. Under My Thumb
14. Lady Jane
15. Out of Time
16. Paint It, Black
17. Have You Seen Your Mother, Baby, Standing in the Shadow?
18. Let's Spend the Night Together
19. Ruby Tuesday
20. Yesterday's Papers
21. We Love You
22. She's a Rainbow
23. Jumpin' Jack Flash
24. Honky Tonk Women
25. Sympathy for the Devil
26. Street Fighting Man
27. Midnight Rambler
28. Gimme Shelter